# Rub It In
«Rub It In» es una canción escrita y grabada originalmente por Layng Martine. Se publicó en agosto de 1971 como sencillo sin álbum. Producida por Ray Stevens, el sencillo se convirtió en un éxito moderado, alcanzando la posición número 65 en la lista Hot 100 de la revista Billboard.

## Recepción de la crítica
Un escritor no especificado de Billboard describió «Rub It In» como una “canción contagiosa bien interpretada por Martine en su debut en el sello con el mejor trabajo de producción de Ray Stevens”.

## Lista de canciones
Todas las canciones escritas y compuestas por Layng Martine.
1. «Rub It In» – 2:26
2. «Live on the Sunshine» 2:07

## Posicionamiento
| Gráfica (1971)                            | Pico de posición |
| ----------------------------------------- | ---------------- |
| Australia (Kent Music Report)             | 88               |
| Estados Unidos (Billboard Hot 100)        | 65               |
| Estados Unidos (Billboard Easy Listening) | 36               |

## Versión de Billy “Crash” Craddock

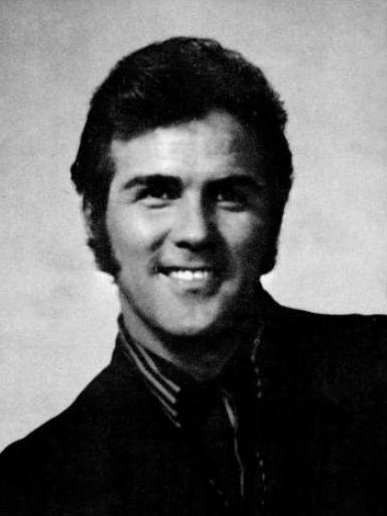
Billy “Crash” Craddock tuvo uno de los pocos primeros que pasó más de una semana en el número uno en la lista Hot Country Singles.

Billy “Crash” Craddock grabó la canción tres años después en el álbum Rub It In, llevándola al número uno en la lista de sencillos country y al top 20 en la lista de sencillos de todos los géneros en 1974. El le contó a Tom Roland en The Billboard Book of Number One Country Hits que muchas emisoras se negaron a reproducir al principio porque pensaban que era subida de tono. “Dije: ‘Estamos hablando de loción bronceadora, y si todavía piensan que es arriesgada, entonces no la reproduzcan’. Evidentemente, todos regresaron y la escucharon, y fue el disco más grande que jamás hayamos tenido”.

### Recepción de la crítica
Un escritor no especificado de la revista Cash Box escribió: “Billy ha tenido un excelente historial últimamente y este gran nuevo sencillo lo mantendrá en el primer lugar al que está acostumbrado. Una canción country roquera de ritmo acelerado, el disco tiene un atractivo instantáneo. Cierra los ojos y quizás creas que estas escuchando a Elvis”. Un escritor no especificado de Billboard escribió: “Tiene la capacidad de convertir una melodía pop en country y la producción es sobresaliente”.

### Posicionamiento

#### Gráfica semanal
| Gráfica (1974)                                 | Pico de posición |
| ---------------------------------------------- | ---------------- |
| Australia (Kent Music Report)                  | 50               |
| Canadá (RPM Top Singles)                       | 18               |
| Canadá (RPM Country Playlist)                  | 1                |
| Estados Unidos (Billboard Hot 100)             | 16               |
| Estados Unidos (Billboard Hot Country Singles) | 1                |

#### Gráfica de fin de año
| Gráfica (1974)                                 | Pico de posición |
| ---------------------------------------------- | ---------------- |
| Canadá (RPM Top Singles)                       | 169              |
| Estados Unidos (Billboard Hot Country Singles) | 5                |
| Estados Unidos (Cash Box Country Top 75)       | 28               |